# Índice de aridez
O índice de aridez é utilizado para medir o grau de aridez de uma determinada região, obtido a partir de relação entre o potencial hídrico (P) e a evapotranspiração potencial (ETP) ou temperatura. Um maior grau de aridez ocorre quanto maior for a diferença entre o fornecimento de água através da precipitação e a sua remoção pela evaporação e transpiração. A aridez distingue-se da seca devido ao seu caráter mais permanente: a seca define-se por um período especialmente longo de falta de disponibilidade hídrica, enquanto a aridez é uma característica do clima. Existem diferentes formas de calcular e representar o Índice de Aridez (ver abaixo), sendo utilizados para caracterizar uma região quanto à sua disponibilidade hídrica, importante para informar sectores como a agricultura e florestas, gestão e ordenamento do território.

## Índices de aridez
Um índice de aridez (IA) é um indicador numérico do grau de secura do clima em uma determinada região. Desde os anos finais do século XIX que vários índices de aridez foram sendo propostos, com usos diferentes e períodos de maior ou menor intensidade de utilização. Esses indicadores servem para identificar, localizar ou delimitar regiões com variável déficit de água disponível, condição que pode afetar severamente o uso efetivo da terra para atividades como agricultura ou pecuária.
O cálculo de um índice de aridez, assim como a classificação dos climas, sempre foi objeto de investigação em climatologia. Há uma infinidade de índices e fórmulas, alguns baseados em critérios climatológicos, outros biogeográficos.
Entre os índices de aridez mais conhecidos contam-se os de Köppen/Geiger, de Martonne (1926 a 1941), de Thornthwaite (1948), de Budyko e o de Bagnouls/Gaussen (1953 a 1957), índices de que adiante se dá uma breve descrição.

### Índice de Köppen/Geiger
Nos anos iniciais do século XX, Wladimir Köppen e Rudolf Geiger desenvolveram um conceito de classificação climática na qual as regiões áridas são definidas como aqueles locais onde em média a precipitação total anual (em centímetros) é menor que {\displaystyle R/2}, onde:
- {\displaystyle R=2\times T} — se a precipitação ocorrer principalmente na estação fria;
- {\displaystyle R=2\times T+14} — se a precipitação for uniformemente distribuída ao longo do ano;
- {\displaystyle R=2\times T+28} — se a precipitação ocorrer principalmente na estação quente.

onde {\displaystyle T} é a temperatura do ar média anual em graus Celsius.
Esta foi uma das primeiras tentativas de definir um índice de aridez capaz de reflectir os efeitos do regime térmico e da quantidade e distribuição da precipitação na determinação da vegetação natural possível numa região. O índice reconhece a importância da temperatura em permitir que lugares mais frios, como o norte Canadá sejam vistos como húmidos com o mesmo nível de precipitação que alguns desertos tropicais, devido aos níveis mais baixos de evapotranspiração potencial nos lugares mais frios. Nos subtrópicos, a consideração da distribuição da precipitação entre as estações quentes e frias reconhece que as chuvas de inverno são mais eficazes para o crescimento das plantas que podem florescer no inverno e ficar dormentes no verão do que a mesma quantidade de chuva de verão durante a estação quente. Assim, um lugar como Atenas, na Grécia que recebe a maior parte de suas chuvas no inverno pode ser considerado como tendo um clima húmido (como atestado pela vegetação) com aproximadamente a mesma quantidade de chuva que impõe condições semidesérticas em Midland, Texas, onde as chuvas ocorrem em grande parte no verão.

### Índice de Bagnouls/Gaussen
O índice de aridez de Bagnouls/Gaussen (AIBG), frequentemente designado apenas por índice de aridez de Gaussen, foi desenvolvido por F. Bagnouls e Henri Gaussen, sendo calculado mês a mês, considerando-se que um determinado mês é árido quando se verifica a seguinte condição:
{\displaystyle P<{2\times T}}
onde {\displaystyle P} é a precipitação total (em mm) no mês; e {\displaystyle T} é a temperatua média mensal do ar (°C) no mesmo mês.
Este índice de aridez é útil quando utilizado na construção de um diagrama ombrotérmico, em geral construídos recorrendo à escala 1 °C = milímetro.

### Índice de Martonne
O índice de aridez de Martone (AIM), desenvolvido pelo geógrafo e climatologista Emmanuel de Martonne, permite determinar o grau de aridez de uma região com base na precipitação e na temperatura do ar. Para o calcular o índice de aridez anual é utilizada a fórmula:
{\displaystyle AI_{M}={\frac {P}{T+10}}}
onde {\displaystyle P} designa a precipitação total anual e {\displaystyle T} a temperatura média anual do ar (ºC). Quando calculada para um determinado mês, a fórmula assume a forma:
{\displaystyle I={\frac {12p}{t+10}}}
onde {\displaystyle p} designa a precipitação total no mês e {\displaystyle t} a temperatura média no mês.
Quando calculado na base anual, os limites que definem vários graus de aridez e as áreas aproximadas envolvidas são os seguintes:
| {\displaystyle I=0}                  | |
| Regiões hiper-áridas Déserts absolus | (Atacama (Chile) Pavimento desértico de Tanezrufte (Saara) Vale da Morte)                                                                    |
| {\displaystyle I=5}                  | |
| Regiões áridas Regiões desérticas    | Deserto do Saara Os desertos do Arizona e de Sonora Deserto de Cavir (Irão) Deserto de Thar (Índia) Deserto de Tabernas (próximo de Almería) |
| {\displaystyle I=10}                 | |
| Regiões semi-áridas                  | Sahel Calaári Chaco (Argentina) Nordeste (Brasil)                                                                                            |
| {\displaystyle I=20}                 | |
| Regiões semi-húmidas                 | |
| {\displaystyle I=30}                 | |
| Regiões húmidas                      | |
| {\displaystyle I=55}                 | |

### Índice de Thornthwaite
Em 1948, C. W. Thornthwaite propôs um índice de aridez (AIT) definido como:
{\displaystyle AI_{T}=100\times {\frac {d}{n}}}
em que a deficiência hídrica {\displaystyle d} é calculada como a soma das diferenças mensais entre a precipitação e a evapotranspiração potencial para os meses em que a precipitação normal é inferior à evapotranspiração normal; e onde {\displaystyle n} representa a soma dos valores mensais da evapotranspiração potencial para os meses deficientes. Este índice de aridez foi posteriormente usada para delinear as zonas áridas do mundo no contexto do programa de inventarieação de zonas áridas da UNESCO (UNESCO Arid Zone Research).

### Índice de Budyko
Nos preparativos para a Conferência das Nações Unidas sobre Desertificação (UNCOD), o Programa das Nações Unidas para o Meio Ambiente (UNEP) emitiu um mapa da distribuição global da aridez baseado num índice de aridez (AIB) proposto originalmente em 1958 por Mikhail Ivanovich Budyko e definido da seguinte forma:
{\displaystyle AI_{B}=100\times {\frac {R}{LP}}}
onde {\displaystyle R} é a radiação solar líquida média anual (também conhecida como balanço de radiação líquida), {\displaystyle P} é a precipitação média anual e {\displaystyle L} é a calor latente de evaporação da água. Este índice é adimensional e as variáveis {\displaystyle R}, {\displaystyle L} e {\displaystyle P} podem ser expressas em qualquer sistema de unidades que seja autoconsistente.

### Índice UNEP
Mais recentemente, o UNEP (ou PNUMA) adotou um índice de aridez (AIU), definido como:
{\displaystyle AI_{U}={\frac {P}{PET}}}
onde {\displaystyle PET} é a evapotranspiração potencial e {\displaystyle P} é a precipitação anual média. Nesta formulação, {\displaystyle PET} e {\displaystyle P} devem ser expressos nas mesmas unidades, por exemplo, em milímetros. Neste último caso, os limites que definem vários graus de aridez e as áreas aproximadas envolvidas são os seguintes:
| Classificação   | Índice de aridez | % área emersa global |
| --------------- | ---------------- | -------------------- |
| Hiperárido      | AI < 0.05        | 7.5%                 |
| Árido           | 0.05 < AI < 0.20 | 12.1%                |
| Semi-árido      | 0.20 < AI < 0.50 | 17.7%                |
| Sub-húmido seco | 0.50 < AI < 0.65 | 9.9%                 |